# WISE 1800+0134
WISE 1800+0134 is een bruine dwerg met een spectraalklasse van L7.5. De ster bevindt zich 25,5 lichtjaar van de zon.